# Natalì
Natalì è il secondo album di Umberto Balsamo, pubblicato nel 1975 dalla Polydor con il numero di catalogo 2448 039. Produzione curata da Umberto Balsamo. Arrangiamenti e direzione d'orchestra: Gian Piero Reverberi. Registrazione effettuata presso gli studi della Ricordi e della Phonogram. Tecnici di studio: Gaetano Ria e Davide Marinone. Mixage di G.P. Reverberi e D, Marinone. Copertina di Cesare e Wanda Monti.

## Tracce
1. Natalì (musica di Umberto Balsamo - testo di Cristiano Minellono. © Copyright 1975 by Edizioni musicali Karma IT)
2. Un uomo e un suo problema (musica di Umberto Balsamo - testo di Cristiano Minellono. © Copyright 1975 by Edizioni musicali Karma IT)
3. Pappagalli senza sesso (musica di Umberto Balsamo - testo di Cristiano Minellono. © Copyright 1975 by Edizioni musicali Karma IT)
4. Disordine infantile (musica di Umberto Balsamo - testo di Vito Pallavicini. © Copyright 1975 by Edizioni musicali Karma IT)
5. Non dirmi no (musica di Umberto Balsamo - testo di Cristiano Minellono. © Copyright 1975 by Edizioni musicali Karma IT)
6. Solo io (musica di Umberto Balsamo - testo di Cristiano minellono. © Copyright 1975 by Edizioni musicali Pegaso)
7. Volente o nolente (musica di Umberto Balsamo - testo di Cristiano Minellono. © Copyright 1975 by Edizioni musicali Karma IT)
8. In un negozio di giocattoli (musica di Umberto Balsamo - testo di Cristiano Minellono. © Copyright 1975 by Edizioni musicali Karma IT)
9. O prima, adesso o poi (musica di Umberto Balsamo - testo di Cristiano Minellono. © Copyright 1975 by Edizioni musicali Karma IT)